# Man en schaap
Man en schaap is een beeld in Amsterdam-Oost. Het staat in een vijver omringd door de Flevoparkweg, de Zeeburgerdijk en de Zuiderzeeweg.
De basis voor het kunstwerk was Merijn Bolinks idee ooit eens een fontein te ontwerpen. Hij wilde dat laten figureren in een beeld van een man en een vrouw. Voor inspiratie toog hij naar een feestwinkel. Hij kwam met een masker van een mannenkop, dat aan Alfred Hitchcock deed denken, en een schapenkop. Bolink vond dat spannender, want hij werd al vaker geïnspireerd tussen de onmogelijkheid van werkelijk contact tussen mens en dier. Frappant is dat de twee hoofden elkaar aankijken en er eigenlijk geen communicatie over en weer (mogelijk) is. Uiteindelijk kwam de Hitchcock-figuur slechts ten dele in het kunstobject tevoorschijn; hij vond binnen zijn kennissenkring een markantere kop, bovendien hoorde die toe aan iemand met de achternaam Schaap (Otto Schaap, kunsthandelaar). Van beide objecten steken dus alleen de hoofden boven het water uit; van het basisidee van een fontein bleef alleen een waterstraal(tje) over van de man naar het schaap.
In 2011 was het beeld de winnaar in de slechts een keer uitgereikte Amsterdamse Straatkunstprijs.